# Нейромер
Нейромер (англ. neuromere) — это эмбриональная структура, формирующаяся вскоре после нейруляции в первичной нервной трубке зародышей хордовых животных, ещё до образования первичных мозговых пузырей. Нейромеры представляют собой поперечные волнообразные утолщения в развивающейся нервной трубке, отделённые друг от друга бороздками или складками либо гребнями.
Выделяют первичные и вторичные нейромеры.

## Эмбриональное развитие
На ранних этапах изучения сегментной организации развивающейся нервной системы у эмбрионов позвоночных было выдвинуто предположение, что формирование нейромеров у них происходит в три этапа, как результат трёх последовательных волн интенсивного деления и дифференцировки клеток, распространяющихся от рострального (переднего, головного) конца эмбриона к каудальному (заднему, хвостовому), и что на каждом этапе после прохождения этих волн деления анатомо-гистологические границы будущих нейромеров становятся всё более чёткими и определёнными, а судьба клеток дифференцирующегося нейроэпителия в границах этих будущих нейромеров — всё более однозначной.
Эти эмбриональные структуры были названы ранними авторами, соответственно, пронейромерами (или пренейромерами, «прообразами» будущих нейромеров), затем собственно нейромерами, и затем — постнейромерами, или метанейромерами («зрелыми» нейромерами). Исчезновение же нейромеров и их границ по мере созревания нервной системы эмбриона и замещения нейромеров структурами будущего «зрелого» или «взрослого» мозга, как предполагалось ранними авторами, происходит в обратном направлении, от каудального (заднего, хвостового) конца к ростральному (переднему, головному). Сами же нейромеры на каждом этапе развития при этом предполагались возникающими de novo, независимо один от другого, из клеток соответствующего участка нервной трубки, а не как результат разделения уже существующего нейромера на два или несколько меньших нейромеров.
Однако позднее было показано, что, даже если такой порядок возникновения, упрочения границ и последующего исчезновения нейромеров головного мозга в целом верен для эмбрионов не-млекопитающих позвоночных (он был верен для изученных ранними авторами модельных организмов рыб, птиц, пресмыкающихся, земноводных), он в целом неверен для эмбрионов млекопитающих. В частности, у эмбрионов крысы, хотя нейромеры головного мозга возникают, развиваются и исчезают в строго определённом, запрограммированном порядке, но сам этот порядок не является ни ростро-каудальным, ни каудо-ростральным. Как возникновение, так и исчезновение нейромеров у эмбрионов крысы происходит и управляется более сложным образом.
Кроме того, оказалось, что никаких строго именно трёх последовательных волн деления клеток и упрочения гистологических границ будущих нейромеров, характерных для эмбрионов всех тех видов рыб, птиц, пресмыкающихся и земноводных, которые были изучены ранними авторами, у эмбрионов млекопитающих, и в частности у эмбрионов крысы, не наблюдается. Определение и упрочение гистологических границ будущих нейромеров происходит у эмбрионов млекопитающих в несколько этапов, и у разных видов млекопитающих количество этих этапов различно. Обнаружилось также, что некоторые нейромеры у эмбрионов млекопитающих возникают не de novo, с нуля, а как результат разделения уже имеющегося нейромера на два (например, первичный мезомер M, мезэнцефалон, позднее подразделяется на два мезомера M1 и M2, а первичный прозомер D, диэнцефалон, позднее подразделяется на вторичные прозомеры D1 и D2).
Более того, позже, с использованием современного оборудования (электронных микроскопов), обнаружилось, что сделанные ранними авторами предположения относительно трёх обязательных волн деления клеток и упрочения границ будущих нейромеров, относительно непременного возникновения нейромеров на каждом этапе с самого начала, de novo, и относительно возникновения их в строгом порядке от рострального конца эмбриона к каудальному, и исчезновения их в обратном порядке, от каудального конца к ростральному — в общем случае, по-видимому, неверны и для рыб, птиц, пресмыкающихся и земноводных. У них также может быть и различное у разных видов количество волн деления клеток и упрочения границ нейромеров, и возможность разделения имеющегося нейромера на два или несколько, и не строго рострально-каудальный порядок возникновения нейромеров, и не строго обратный порядок их исчезновения (но, тем не менее, порядок их возникновения и исчезновения в ходе эмбриогенеза жёстко запрограммирован). Таким образом, механизм образования и исчезновения нейромеров даже у рыб, птиц, пресмыкающихся и земноводных более сложен, чем предполагалось ранними авторами. Тем более это справедливо для эмбриона человека. В связи с этим, термины «пронейромер» или «пренейромер» и «постнейромер» или «метанейромер» предложено считать устаревшими, а вместо них пользоваться терминами «первичный нейромер» и «вторичный нейромер». Для кратковременно возникающих в рамках вторичных нейромеров поперечных подразделений предлагается использовать термин «субнейромер» или «третичный нейромер», или же считать их после подразделения окончательным числом вторичных нейромеров, допуская, тем самым, что количество вторичных нейромеров может отличаться от стадии к стадии развития эмбриона.
На стадии Карнеги 9 в будущем головном мозгу эмбриона человека можно различить шесть первичных нейромеров, перечисляемых в порядке от рострального (головного) конца к каудальному (хвостовому): состоящий из одного первичного прозомера P будущий прозэнцефалон (передний мозг), также состоящий из одного первичного мезомера М будущий мезэнцефалон (средний мозг), и будущий ромбэнцефалон (ромбовидный мозг), состоящий из четырёх первичных ромбомеров, обозначаемых буквами A, B, C и D.
На стадии Карнеги 14 в головном мозгу эмбриона человека формирование вторичных нейромеров завершается. На этой стадии можно различить пять вторичных мозговых пузырей, а в них — в сумме шестнадцать вторичных нейромеров: пять вторичных прозомеров (один прозомер T1 в телэнцефалоне, и четыре прозомера в диэнцефалоне — D1 и D2, последний с подразделением на ростральный парэнцефалон, каудальный парэнцефалон и синэнцефалон, составляющие три отдельных вторичных прозомера), два вторичных мезомера M1 и M2 в мезэнцефалоне, и восемь вторичных ромбомеров Rh1-Rh8, плюс перешеек (истмус) I, также представляющий собой отдельный ромбомер.
Большие полушария головного мозга не являются в строгом смысле слова ни собственно прозомерами, ни непосредственными производными какого-либо прозомера. Изначально они формируются как вырост из прозомера T1 далеко за его пределы, вперёд, расширяющийся затем по бокам, в обе стороны. Они не имеют специфической нейромерной организации, сегментного строения. Тем не менее, для удобства классификации нейромеров, предложено считать большие полушария мозга псевдопрозомером T2, не включаемым, однако, в общий счёт 16-ти «истинных» вторичных нейромеров головного мозга или пяти «истинных» вторичных прозомеров у эмбриона человека.
| Первичный мозговой пузырь | Вторичные мозговые пузыри | Первичные нейромеры | Вторичные нейромеры   | Дальнейшая нейромеризация |
| ------------------------- | ------------------------- | ------------------- | --------------------- | ------------------------- |
| Прозэнцефалон (P)         | Телэнцефалон (T)          | Прозомер T          | Прозомер T1           |                           |
| Прозэнцефалон (P)         | Телэнцефалон (T)          | Прозомер T          | Псевдопрозомер T2     |                           |
| Прозэнцефалон (P)         | Диэнцефалон (D)           | Прозомер D          | Прозомер D1           |                           |
| Прозэнцефалон (P)         | Диэнцефалон (D)           | Прозомер D          | Прозомер D2           | Ростральный парэнцефалон  |
| Прозэнцефалон (P)         | Диэнцефалон (D)           | Прозомер D          | Прозомер D2           | Каудальный парэнцефалон   |
| Прозэнцефалон (P)         | Диэнцефалон (D)           | Прозомер D          | Прозомер D2           | Синэнцефалон              |
| Мезэнцефалон (M)          | Мезэнцефалон (M)          | Мезомер M           | Мезомер M1            |                           |
| Мезэнцефалон (M)          | Мезэнцефалон (M)          | Мезомер M           | Мезомер M2            |                           |
| Ромбэнцефалон (Rh)        | Метэнцефалон (Mt)         | Ромбомер A          | Перешеек (истмус (I)) |                           |
| Ромбэнцефалон (Rh)        | Метэнцефалон (Mt)         | Ромбомер A          | Ромбомер Rh1          |                           |
| Ромбэнцефалон (Rh)        | Метэнцефалон (Mt)         | Ромбомер A          | Ромбомер Rh2          |                           |
| Ромбэнцефалон (Rh)        | Метэнцефалон (Mt)         | Ромбомер A          | Ромбомер Rh3          |                           |
| Ромбэнцефалон (Rh)        | Миелэнцефалон (My)        | Ромбомер B          | Ромбомер Rh4          |                           |
| Ромбэнцефалон (Rh)        | Миелэнцефалон (My)        | Ромбомер C          | Ромбомер Rh5          |                           |
| Ромбэнцефалон (Rh)        | Миелэнцефалон (My)        | Ромбомер C          | Ромбомер Rh6          |                           |
| Ромбэнцефалон (Rh)        | Миелэнцефалон (My)        | Ромбомер C          | Ромбомер Rh7          |                           |
| Ромбэнцефалон (Rh)        | Миелэнцефалон (My)        | Ромбомер D          | Ромбомер Rh8          |                           |

Из конкретных нейромеров образуются конкретные структуры головного мозга взрослых хордовых. Так, например, из 2-го прозомера диэнцефалона (D2) образуются таламус и эпиталамус.
Нейромеры же будущего спинного мозга располагаются в точности на границах сомитов, и управляют образованием соответствующих позвонков и межпозвонковых дисков, через которые будут проходить будущие спинномозговые корешки. У человеческого эмбриона спинномозговых нейромеров, после завершения образования сомитов, тридцать два, по числу спинных сомитов и соответствующих им позвонков.

## Анатомия спинного мозга
Нейромеры будущего спинного мозга развивающегося эмбриона тесно коррелируют и по своему числу, и по анатомическому расположению и функциям с сегментами спинного мозга новорождённого позвоночного животного. От них отходят передние и задние (вентральные и дорсальные) корешки спинного мозга. Сам по себе спинной мозг у новорождённых или взрослых позвоночных (в том числе и человека) не сегментирован, в отличие от брюшной нервной цепи членистоногих, в которой каждому сегменту тела (вернее, каждому сомиту эмбриона членистоногого, которых может быть больше, чем сегментов тела взрослого животного, так как некоторые сомиты в дальнейшем срастаются и сливаются) соответствует свой отдельный нервный узел или ганглий. Сегментация спинного мозга позвоночных проводится по позвонкам и соответствующим отходящим между ними спинномозговым корешкам, и их зонам иннервации.
У человека имеется 31 сегмент спинного мозга, в соответствии с 30-ю позвонками, и 31-32 спинными сомитами человеческого эмбриона на стадии завершения образования сомитов. Эти сегменты группируют на пять зон: шейные, грудные, спинные, поясничные и копчиковую зоны, соответственно разделению позвонков на такие же подгруппы.

### Восемь шейных сегментов
Шейные спинномозговые корешки выходят выше первого шейного позвонка (C1) и ниже шейных позвонков C1-C7. Таким образом, в шейном сегменте у человека имеется восемь спинномозговых корешков, несмотря на то, что шейных позвонков у человека всего семь.

### Двенадцать грудных сегментов
Спинномозговые корешки двенадцати грудных сегментов спинного мозга человека выходят ниже грудных позвонков T1-T12.

### Пять спинных сегментов
Спинномозговые корешки пяти спинных сегментов спинного мозга человека выходят ниже спинных позвонков L1-L5.

### Пять поясничных сегментов
Спинномозговые корешки пяти поясничных сегментов спинного мозга человека выходят ниже пяти поясничных позвонков S1-S5.

### Один копчиковый сегмент
Первоначально в ходе эмбрионального развития имеются два копчиковых позвонка, S1 и S2, которые затем срастаются, образуя неподвижный копчик. Корешковые нервы при этом выходят из нижнего отверстия копчика, формируя так называемый конский хвост.